# Ronnie Quintarelli

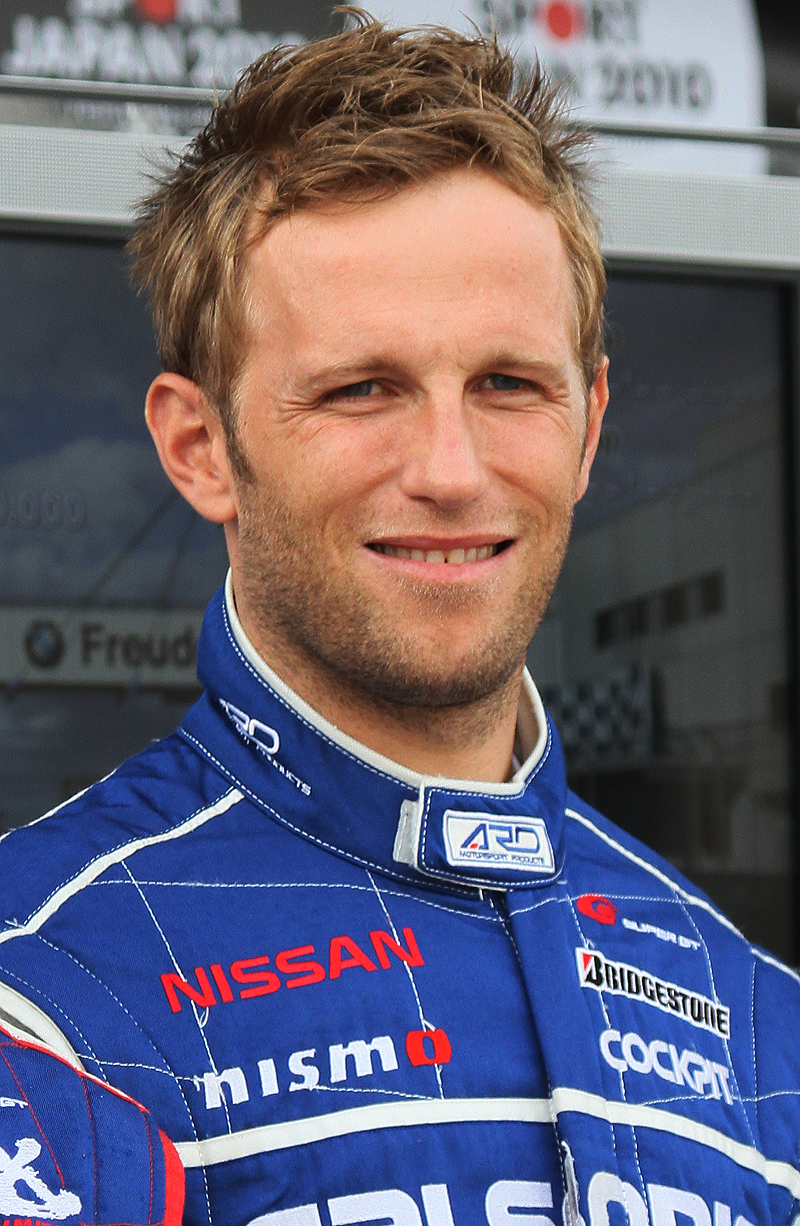
Ronnie Quintarelli (2010)

Ronnie Quintarelli (Negrar, dicht bij Verona op 9 augustus 1979) is een Italiaanse autocoureur. In 2004 won hij het Japanse kampioenschap Formule 3. Hij begon in 1990 met waarmee hij tot 1999 actief was. In 2000 maakte hij zij debuut bij het Formuleracing. 